# ریچارد چیس
ریچارد چیس متولد ۲۳ مه ۱۹۵۰ در شهر ساکرامنتو یکی از قاتلان زنجیره‌ای ایالات متحده بود که به دلیل نوع و شیوه قتل‌هایش رسانه‌ها لقب خون‌آشام ساکرامنتو را به او داده‌بودند. دلیل این نامگذاری نوشیدن خون قربانیان پس از قتل آنان بود.

## دوران کودکی
او یکی از جنایتکارانی بود که سه‌گانه مک‌دونالد را در گذشته‌اش داشت. به این معنا که وی توسط پدر و مادرش مورد آزار جنسی قرار می‌گرفت، گرایش به مواد مخدر و الکل داشت و از خود سابقه حیوان‌آزاری نشان داده‌بود. نوجوانی ریچارد چیس پر از مشکلات توصیف می‌شود تا جایی که او در سنین پایین به مشروبات الکلی معتاد شده‌بود.

## جوانی
اولین نشانه مشکلات روانی او در آغاز جوانی روی داد. زمانی که آشکارا ادعا می‌کرد که قلبش رگ‌های ریه‌اش را دزدیده یا قسمتی از جمجمه‌اش شکستگی‌های شدید پیدا کرده و به همین دلیل تکان‌های شدید به سرش وارد می‌کرد. یا اینکه پرتقال بر سرش می‌گذاشت، چرا که فکر می‌کرد با این کار ویتامین سی کافی جذب می‌کند.
ریچارد چیس با این تصور که مادرش قصد مسموم کردنش را دارد از خانواده جدا شد و با دوستانش خانه‌ای کرایه کرد. دوستان وی بارها در خاطراتشان گفته‌اند که او قرص ال‌اس‌دی (LSD)، الکل و ماری‌جوآنا را همزمان مصرف می‌کند و سپس بدون لباس مقابل خانه، خیابان را تماشا می‌کرده‌است.

## تنهایی
کارهایی که او انجام داد باعث شد تا دوستانش از او بخواهند که خانه را ترک کند. سپس ریچارد در یک آپارتمان به تنهایی مشغول زندگی شد و در آن مدت به کشتن و غرق کردن حیوانات مختلف روی آورد. او پس از کشتن حیوانات قسمت‌هایی از بدنشان را با کوکا کولا مخلوط می‌کرد و معتقد بود این حرکت از ورود موجودات موذی به قلبش جلوگیری می‌کند.

## حیوان‌آزاری
اقدامات وحشتناک او سبب شد تا برای اولین بار در سال ۱۹۷۳ به جرم حیوان‌آزاری مورد تعقیب قرار گیرد. در سال ۱۹۷۶ به دلیل تزریق خون خرگوش به رگ‌هایش به بیمارستان اعصاب و روان سپرده شد تا تحت مراقبت‌های پزشکی قرار گیرد اما تحت نظر بودن ریچارد باعث کاهش اقداماتش نشد. به عنوان مثال سر دو پرنده را به هم گره زد و سپس خونشان را می‌نوشید یا با سرنگ‌های دزدی سگ‌های نگهبان و آموزشی آسایشگاه را زخمی کرد و سپس کمی از خون آن‌ها را وارد رگ‌های خودش کرد.
سرانجام پزشکان تشخیص اسکیزوفرنی و پارانویا دادند.
مدتی بعد از این تشخیص مادرش با تلاش‌های زیاد او را مرخص کرد و خودش از او پرستاری کرد اما سال ۱۹۷۷ طی تماسی ناشناس مشخص شد که ریچارد با بدنی خونی کنار دریاچه افتاده‌است. پس از بررسی‌ها مشخص شد که خون روی زمین متعلق به یک گاو بوده‌است.

## اولین اقدامات
اولین قتل ریچارد چیس در تاریخ ۲۹ دسامبر ۱۹۷۲ اتفاق افتاد. او آن روز گریفین ۵۱ ساله را که صاحب دو فرزند بود با شلیک گلوله از پای درآورد.
او مدتی بعد از این اتفاق قصد ورود به خانه زن و شوهری جوان را داشت اما چون در خانه قفل بود منصرف شد و فرار کرد. ریچارد در تحقیقات تکمیلی به پلیس گفته بود که در قفل به معنای این بوده که صاحبان خانه موافق ورودش نبوده‌اند اما قفل در مثل دعوتنامه ای برای من بوده‌است.
او پس از چند روز زمانی که کسی در خانه نبود وارد آنجا شد و پس سرقت روی تخت فرزند خانواده ادرار و مدفوع کرد.
در ۲۳ ژانویه ۱۹۷۸ وارد خانه زنی باردار به نام ترزا والین شد و پس از شلیک سه گلوله و کشتنش با جسدش رابطه عاشقانه برقرار کرد. ریچارد نوک یکی از سینه‌های مقتول را برید و خونش را نوشید.
اولین میروث ۳۸ ساله به همراه خواهرزاده‌اش در خانه با ریچارد مواجه شد و همه آنان به قتل رسیدند. ریچارد با جسد صاحب خانه هم‌آغوشی کرد و سپس اتومبیل اولین میروث را دزدید و با آن فرار کرد.

## محاکمه
پس از اینکه پلیس خون دو نفر از قربانیان را روی دیوار و سقف خانه ریچارد پیدا کرد او با پرونده‌ای سنگین راهی دادگاه شد. وکیل مدافع او به ریچارد پیشنهاد داد که اگر دست از دفاع بردارد می‌تواند با دادگاه معامله انجام داده و حکمش را به مجازاتی سبک‌تر تبدیل کند.
پس از این معامله ظاهری هیئت منصفه وارد شور شده و او را به مرگ در اتاق گاز محکوم کردند. تلاش وکیل مدافع او به این دلیل بود که شاید هیئت منصفه به دلیل سابقه بیماری روانی ریچارد چیس مجازات قتل درجه دوم را صادر کنند اما عملاً این اتفاق نیفتاد.

## مرگ
از همان روزهای نخست که ریچارد به زندان افتاد مسئولان محلی علاقه‌مند بودند تا وی زودتر خودکشی کند. به همین دلیل بارها با وی صحبت کردند اما او قبول نکرد. سرانجام در ۲۶ دسامبر ۱۹۸۰ بدن بدون جان وی در سلولش پیدا شد. کالبدشکافی پزشکی قانونی نشان از مصرف بی‌رویه داروهای ضدافسردگی می‌داد.